# Comisia Electorală Centrală a Republicii Moldova
Comisia Electorală Centrală (abreviat CEC) este o instituție publică permanentă fondată în vederea realizării politicii electorale, pentru buna organizare și desfășurare a alegerilor în Republica Moldova.
Misiunea Comisiei Electorale Centrale este de a crea condiții optime pentru ca toți cetățenii Republicii Moldova să-și poată exercita nestingherit dreptul constituțional de a alege și de a fi ales în cadrul unor alegeri libere și corecte.
Președintele Comisiei este Angelica Caraman, aleasă de către 2/3 din membrii CEC în data de 17 septembrie 2021. Candidatura ei a fost înaintată de membrul Comisiei, Pavel Postică.

## Componența CEC
- Angelica Caraman – Președinte
- Pavel Postica – Vicepreședinte
- Dana Munteanu – Secretar
- Mircea Catîrău
- Tatiana Barburoș
- Vasile Postolache
- Teodora Vanghelii
- Vadim Filipov
- Rita Lefter-Simașco

## Președinți ai CEC
|   | Nume             | Mandat                 | Mandat             |
| - | ---------------- | ---------------------- | ------------------ |
| 1 | Dumitru Nidelcu  | 16 decembrie 1997      | 18 decembrie 2003  |
| 2 | Eugeniu Clim     | 18 decembrie 2003      | 11 noiembrie 2005  |
| 3 | Eugeniu Știrbu   | 11 noiembrie 2005      | 15 februarie 2011  |
| 4 | Iurie Ciocan     | 15 februarie 2011      | 27 iunie 2016      |
| 5 | Alina Russu      | 27 iunie 2016          | 2 iulie 2019       |
| 6 | Dorin Cimil      | 19 iulie 2019          | 17 septembrie 2021 |
| 7 | Angelica Caraman | din 17 septembrie 2021 |                    |

## Legături externe
- Pagină web